# Dunkler Erdrauch
Der Dunkle Erdrauch (Fumaria schleicheri), auch Schleichers-Erdrauch genannt, ist eine Pflanzenart aus der Gattung Erdrauch (Fumaria) in der Unterfamilie der Erdrauchgewächse (Fumarioideae) innerhalb der Familie der Mohngewächse (Papaveraceae). Sie ist von Zentralasien bis nach Mittel- und Südeuropa verbreitet.

## Beschreibung

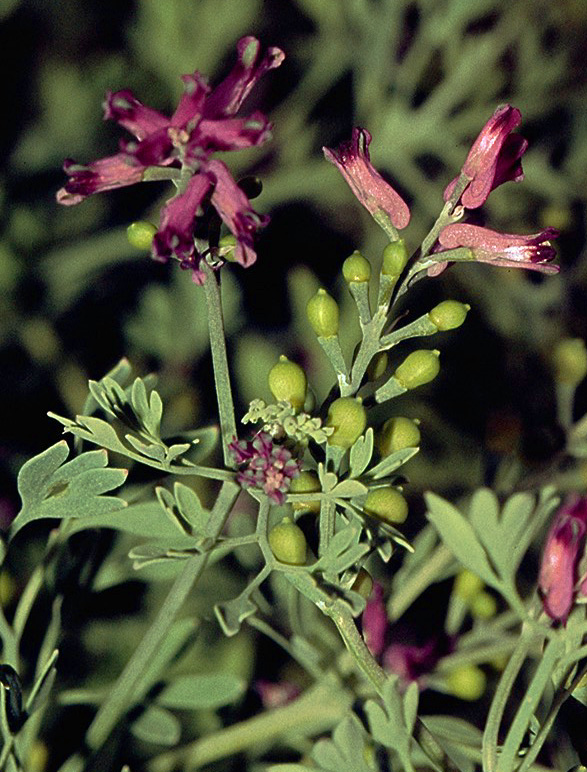
Habitus, Laubblätter und Blütenstände mit Blüten sowie jungen Früchten

### Vegetative Merkmale
Der Dunkle Erdrauch wächst als einjährige krautige Pflanze und erreicht Wuchshöhen von 15 bis 30 Zentimetern.
Die hellgrünen, schwach bereiften Laubblätter sind doppelt gefiedert. Die linealischen oder eiförmig-länglichen Blattzipfel sind drei- bis fünfmal so lang wie breit.

### Generative Merkmale
Der Dunkle Erdrauch blüht vorwiegend in den Monaten Juni bis September. Der Blütenstand enthält acht bis zwanzig Blüten. Die etwa 1 Millimeter langen Tragblätter sind ungefähr 1/3 so lang wie die 3 bis 4 Millimeter langen, aufrecht abstehenden Fruchtstiele.
Die zygomorphen Blüten sind 5 bis 6 Millimeter lang. Die Blütenhüllblätter sind dunkel-rosafarben mit einer deutlich dunkelpurpurnen Spitze. Die Kelchblätter sind bei einer Länge von bis zu 1 Millimetern rundlich-eiförmig.
Die kugelige Frucht besitzt einen Durchmesser von 1,5 bis 2 Millimeter und ist etwa halb so lang wie der Fruchtstiel. Die Frucht ist mit einem kurzen, bleibenden Spitzchen versehen.
Die Chromosomenzahl beträgt 2n = 32.

## Vorkommen und Gefährdung
Fumaria schleicheri ist ein osteuropäisch-westasiatisches Florenelement. Seine Verbreitung reicht von Zentralasien im Osten bis nach Mittel- und Südeuropa. Er kommt in Mitteleuropa selten vor. In Deutschland ist der Dunkle Erdrauch selten und vor allem im mittleren Gebiet zu finden. Er gilt nach der Roten Liste als gefährdet. In Österreich und der Schweiz ist der Dunkle Erdrauch selten und gefährdet.
Die ökologischen Zeigerwerte nach Landolt et al. 2010 sind in der Schweiz: Feuchtezahl F = 2w (mäßig trocken aber mäßig wechselnd), Lichtzahl L = 4 (hell), Reaktionszahl R = 4 (neutral bis basisch), Temperaturzahl T = 4+ (warm-kollin), Nährstoffzahl N = 3 (mäßig nährstoffarm bis mäßig nährstoffreich), Kontinentalitätszahl K = 4 (subkontinental).
Der Dunkle Erdrauch wächst in Ackerunkrautgesellschaften, an Weinbergmauern, an Wegen und auf Ödflächen. Er gedeiht am besten auf warmen, trockenen und meist kalkreichen Lehm- und Steinböden. Er wächst in Mitteleuropa in Pflanzengesellschaften der Verbände Alliarion und Fumario-Euphorbion. Er steigt in den Alpen bis einer Höhenlage von 2125 Metern auf.

## Systematik
Die Erstveröffentlichung von Fumaria schleicheri erfolgte durch den französischen Bibliothekar und Botaniker Hubert Félix Soyer-Willemet (1791–1867). Das Artepitheton schleicheri ehrt den Schweizer Pflanzensammler Johann Christoph Schleicher (1768–1834).
Je nach Autor gibt es etwa zwei Unterarten:
- Fumaria schleicheri Soy.-Will. subsp. schleicheri
- Fumaria schleicheri subsp. microcarpa (Hausskn.) Lidén: Kommt in Südrussland und in der Türkei vor. Die Chromosomenzahl beträgt 2n = 32.[6]

Der Dunkle Erdrauch (Fumaria schleicheri) ist eng mit dem in Mitteleuropa meist häufig vorkommenden Gewöhnlichen Erdrauch (Fumaria officinalis) verwandt.